# Linnaemya jocosa
Linnaemya jocosa là một loài ruồi trong họ Tachinidae.